# Puchar Polski w piłce nożnej (2006/2007)
Puchar Polski w piłce nożnej mężczyzn 2006/2007 – 53. edycja rozgrywek mających na celu wyłonienie zdobywcy Pucharu Polski, który uzyskał tym samym prawo gry w I rundzie kwalifikacyjnej Pucharu UEFA w sezonie 2007/2008. Mecz finałowy odbył się na stadionie GKS-u w Bełchatowie.
Tytuł zdobyła Dyskobolia Grodzisk Wielkopolski, dla której był to drugi tryumf w tych rozgrywkach.

## Runda przedwstępna
Mecze zostały rozegrane 9 sierpnia 2006.
Kaszubia Kościerzyna – Victoria Koronowo 1:0 (Kudyba 26')

Sparta Augustów – Mrągowia Mrągowo 1:3 (Sobolewski 15' - Radziszewski 5' Hebda 64' 90')

TOR Dobrzeń Wielki – Promień Żary 0:2 (Wójtowicz 10' Dewo 30')

KSZO II Ostrowiec Świętokrzyski – Motor Lublin 0:0, k. 5:4

## Runda wstępna
Mecze zostały rozegrane 15 sierpnia 2006.
Czarni Pruszcz Gdański – Kłos Pełczyce 6:1 (Sutkowski 52' 66' Poźniak 87' 88' Jakubiak 90' Kwiecień 90' - Sitek 84')

TKP Toruń – Mieszko Gniezno 4:4, k. 2:4 (Preis 31' Warczachowski 37' 81' Dobek 54' - Pawłowski 12' Iwanicki 39' 51' Przysiuda 79')

Tur Turek – Promień Żary 5:1 (Hyży 8' Chmielecki 30' Cichos 65' 68' Sikora 90' - Wójtowicz 38')

Jeziorak Iława – Mazowsze Płock 4:2 (Piusiński 48' sam. Szkamelski 55' Radziński 64'k. Kowalski 72' - Dębicki 68' Sielewski 80'k.)

Ruch Wysokie Mazowieckie – Sokół Aleksandrów Łódzki 0:2 (Grącki 38' 40')

Znicz Pruszków – Mrągowia Mrągowo 4:1 (Wiśniewski 20' Wojtulewicz 33' Majewski 55' Lewandowski 68' - Hebda 87')

Arka Nowa Sól – Chrobry Nowogrodziec 1:2 (Pojnar 40' - Jankowski 68' 83')

Górnik/Zagłębie Wałbrzych – Pniówek Pawłowice 1:0 (Broszkowski 36')

LKS Poborszów – Pelikan Łowicz 2:0 (Bawoł 66' Wiciak 82'k.)

Przyszłość Rogów – Fablok Chrzanów 1:0 (Kowalczyk 75')

Ponidzie Nida Pińczów – Siarka Tarnobrzeg 1:0 (Chlewicki 48')

Stal Sanok – KSZO II Ostrowiec Świętokrzyski 1:0 (Badowicz 17')

Okocimski Brzesko – Orlęta Radzyń Podlaski 4:3 (Imiołek 26' Jagła 54'k. 90' Matras 61' - Piotrowicz 14' 23' Pacholarz 74')

Kotwica Kołobrzeg – Kaszubia Kościerzyna 3:0 (vo)

## I runda
Do rozgrywek dołączyły kluby drugoligowe wg stanu z poprzedniego sezonu. Mecze zostały rozegrane 23 sierpnia 2006.
Górnik/Zagłębie Wałbrzych – Podbeskidzie Bielsko-Biała 1:2 (Broszkowski 62' - Chrapek 61' Kołodziej 67'k.)

Jeziorak Iława – Zagłębie Sosnowiec 1:0 (Okwunwanne 85')

Szczakowianka Jaworzno – ŁKS Łódź 1:3 (Sierant 78' sam. - Niżnik 53'k. Przybyszewski 73' Madej 90')

Czarni Pruszcz Gdański – Jagiellonia Białystok 1:5 (Malinowski 90'k. - Cieluch 4' 52' 87' Konon 54' 59')

Kotwica Kołobrzeg – Lechia Gdańsk 0:1 (Król 40')

Mieszko Gniezno – Śląsk Wrocław 1:0 (Wojciechowski 8')

Tur Turek – KSZO Ostrowiec Świętokrzyski 1:0 (Hyży 87'k.)

Sokół Aleksandrów Łódzki – Piast Gliwice 2:4 dogr. (Kosuń 42' Ratajczyk 111' - Błachut 37' 94' Filipowicz 91' Chylaszek 100'k.)

Znicz Pruszków – Zawisza Bydgoszcz 5:2 (Tomczyk 2' 87' Piotrowski 29' Rybaczuk 76' Wiśniewski 90' - Sotirović 22' Imeh 47')

Chrobry Nowogrodziec – Ruch Chorzów 0:5 (Sokołowski I 47' 52' Ćwielong 59' Grzyb 61' Myszor 65')

LKS Poborszów – Radomiak Radom 0:2 (Sadowski 37' 90')

Przyszłość Rogów – Górnik Polkowice 1:3 (Drożdż 56' - Wacławczyk 45' Salamoński 58' Dudziński 78')

Ponidzie Nida Pińczów – Świt Nowy Dwór Mazowiecki 0:3 (Mikłowski 14' 46' Bajera 90')

Stal Sanok – Polonia Bytom 2:0 (Kuzicki 58' Niemczyk 65')

Okocimski Brzesko – Drwęca Nowe Miasto Lubawskie 6:0 (Matras 19' 31' 82' Jagła 33'k. Imiołek 66' Policht 74')

HEKO Czermno – Widzew Łódź 0:3 (vo)

## 1/16 finału
Do rozgrywek dołączyły kluby pierwszoligowe wg stanu z poprzedniego sezonu. Mecze zostały rozegrane pomiędzy 19 września a 4 października 2006.
Lechia Gdańsk – Pogoń Szczecin 0:2 (Daniel 21' Ânderson 38')

Mieszko Gniezno – Górnik Zabrze 0:1 (Łuczywek 81')

Tur Turek – Korona Kielce 1:3 (Majewski 49' - Bagnicki 43' 58' 85')

Jeziorak Iława – Zagłębie Lubin 2:3 dogr. (Szkamelski 47' Okwunwanne 115' - Banaczek 86' Chałbiński 93' Piszczek 110')

Piast Gliwice – Arka Gdynia 2:5 (Kędziora 2' Janczarek 65' - Niciński 10' 22' Dziedzic 35' 37' Moskalewicz 40')

Znicz Pruszków – Dyskobolia Grodzisk Wielkopolski 1:2 (Tomczyk 52'k. - Zahorski 48' Nowacki 90')

Ruch Chorzów – Polonia Warszawa 6:0 (Łudziński 21' 26' Misiura 29' 50' Pulkowski 62' Sokołowski I 78')

Podbeskidzie Bielsko-Biała – Lech Poznań 1:2 (Wasilewski 79' sam. - Zakrzewski 42' 45')

Radomiak Radom – Odra Wodzisław Śląski 1:0 (Terlecki 56')

Górnik Polkowice – GKS Bełchatów 2:2, k. 5:4 (Witkowski 62' 68' - Nowak 2' Jarzębowski 65')

Świt Nowy Dwór Mazowiecki – Wisła Kraków 1:5 (Łowicki 90' - Radovanović 22' 37' 45' Penksa 35' Kryszałowicz 75')

Stal Sanok – Legia Warszawa 2:1 (Badowicz 36' Gryboś 76' - Radović 73')

Okocimski Brzesko – Wisła Płock 4:4, dogr. 1:3 (Imiołek 71' Kozieł 75' Policht 84' Karwat 120' - Došek 20' 53' Gregorek 32' 92')

Widzew Łódź – Cracovia 0:2 (Moskała 45' Bania 90')

ŁKS Łódź – Górnik Łęczna 2:1 (Arifović 15' 71' - Szymanek 90')

## 1/8 finału
Mecze zostały rozegrane 24 października 2006.
Stal Sanok – Arka Gdynia 0:1 dogr. (Dziedzic 118')

Lech Poznań – Pogoń Szczecin 2:1 (Zakrzewski 75' Reiss 87' - Celeban 34')

Górnik Zabrze – Korona Kielce 0:5 (Bonin 7' Robak 37' 89' Micanski 79' 90')

ŁKS Łódź – Radomiak Radom 0:1 (Terlecki 44')

Górnik Polkowice – Dyskobolia Grodzisk Wielkopolski 0:3 (Zahorski 21' 63' Kaźmierowski 26')

Wisła Płock – Jagiellonia Białystok 2:1 (Geworgian 66' Michálek 90' - Markiewicz 84')

Cracovia – Zagłębie Lubin 2:1 (Moskała 8' 42' - Szczypkowski 89'k.)

Wisła Kraków – Ruch Chorzów 1:2 (Paweł Brożek 72' - Baran 20' Łudziński 70')

## Ćwierćfinały
Pierwsze mecze zostały rozegrane 13 marca 2007, a rewanże 3 kwietnia 2007.
Wisła Płock – Arka Gdynia 1:1 (Rachwał 13' - Dziedzic 87'k.)

Arka Gdynia – Wisła Płock 0:3 (vo)

-

Korona Kielce – Lech Poznań 1:0 (Kowalczyk 49')

Lech Poznań – Korona Kielce 3:2 (Pitry 50' Zając 70' Tanevski 72' - Tanevski 42' sam. Hermes 61'k.)

-

Radomiak Radom – Cracovia 1:3 (Pacan 5' - Dudzic 34' Kłus 57' Bania 67')

Cracovia – Radomiak Radom 1:0 (Giza 75'k.)

-

Ruch Chorzów – Dyskobolia Grodzisk Wielkopolski 0:1 (Świerczewski 79')

Dyskobolia Grodzisk Wielkopolski – Ruch Chorzów 3:1 (Sikora 36' Lato 56' 75' - Mikulėnas 44')

## Półfinały
Pierwsze mecze zostały rozegrane 10 i 11 kwietnia 2007, a rewanże 24 i 25 kwietnia 2007.
Dyskobolia Grodzisk Wielkopolski – Cracovia 1:0 (Chinyama 22')

Cracovia – Dyskobolia Grodzisk Wielkopolski 0:1 (Goliński 90')

-

Korona Kielce – Wisła Płock 3:2 (Bonin 75' Bagnicki 78' Robak 79' - Peszko 31' 36')

Wisła Płock – Korona Kielce 1:1 (Peszko 53' - Bonin 68')

## Finał
| 1 maja 2007 12:15 | Dyskobolia Grodzisk Wielkopolski · Majewski 16' · Lato 77' | 2:01:0Raport | Korona Kielce | Stadion GKS-u Bełchatów, Bełchatów Widzów: 5 500 Sędzia: Grzegorz Gilewski (Radom) |
|                   |                                                            |              |               |                                                                                    |

| Puchar Polski w piłce nożnej 2006/2007 Zwycięzcy |
| ------------------------------------------------ |
| Dyskobolia Grodzisk Wielkopolski 1. Tytuł        |